# Лианозово (парк культуры и отдыха)
Лиано́зовский парк культу́ры и о́тдыха — общественный парк в районе Лианозово в Северо-Восточном административном округе Москвы. Парк был открыт в начале XX века для жителей дачного посёлка Лианозово, решением Исполкома Мособлсовета в 1951 году получил статус парка культуры и отдыха. Когда в 1960-х годах Лианозово вошло в состав Москвы, большинство дач были снесены, а часть их территории была включена в состав Лианозовоского ПКиО.
С 2014—2015 годов в управлении администрации Лианозовского парка находятся Ангарские пруды, Северные Дубки, Петровский парк, этнографическая деревня Бибирево, парк «Долина реки Лихоборки» и усадьба Алтуфьево. Также между улицами Руставели и Гончарова в Бутырском районе расположен филиал Лианозовского парка — Гончаровский парк.

## Характеристика

### Флора
Общая площадь Лианозовского парка — 14,66 гектаров. В парке встречаются ель голубая, рябина плакучей формы, акация Лорберга, ива вавилонская, вяз обыкновенный, липа, несколько видов тополя, берёзы и другие растения — всего более 70 видов. Особого внимания заслуживает дубрава площадью 3,5 гектара, включающая 510 двухсотлетних черешчатых дубов.

### Рекреационные возможности
Целенаправленное развитие Лианозовского парка началось после приобретения статуса парка культуры и отдыха: здесь появились первые механические аттракционы и начали проходить праздничные мероприятия. В конце 1980-х годов местный предприниматель на средства комсомольской организации организовал в парке теннисные корты и позднее открыл первый в Москве частный теннисный клуб, в 1994 году в парке также начал работу конноспортивный клуб. В 2008 году в парке была открыта Аллея Сказок, окружённая скульптурными изображениями героев русского фольклора.
В начале 2010-х годов парк был реконструирован и благоустроен. Здесь появились тир, верёвочный городок и скейт-парк, спортивные и детские площадки, эстрада и танцплощадка, беседка для настольных игр и лодочная станция. В парке была создана безбарьерная среда для людей с ограниченными возможностями, открыты кафе, организована публичная сеть Wi-Fi. В парке была проложена пешеходная улица Лианозовский Арбат, организованы площадки для пикников, устроены новые фонтаны, включая светодинамический фонтан в центре пруда.
В зимнее время в Лианозовском парке работает лыжная база с несколькими трассами, открываются горки и катки. В парке находится утверждённая МЧС площадка для запуска фейерверков.
С запада к парку примыкает Лианозовский лесопарк.

### Достопримечательности
В единственной сохранившейся лианозовской даче расположен Музей славянской культуры им. Константина Васильева. Также в 2010 году в парке был открыт памятный обелиск, посвящённый лианозовцам — участникам Великой Отечественной войны.

## Гончаровский парк
В 1998 году у Лианозовского парка появился филиал — сквер между улицами Руставели и Гончарова в Бутырском районе Москвы. Территория долгое время оставалась неблагоустроенной, и в 2013 году Мосгорпарк привлёк архитектурное бюро «Проект Меганом» для разработки проекта нового парка с нуля. Новый парк открылся в 2014 году и по результатам опроса горожан получил название «Гончаровский» вместо официального «Филиал Лианозовского парка на улице Руставели».
В парке были устроены детские и спортивные площадки, беседки для настольных игр и шезлонги для отдыха у пруда, сцена и спортивное поле с трибуной. «Визитной карточкой» Гончаровского парка стала ограда: вместо забора по периметру территории была сооружена живая изгородь из многолетних растений и травы с лавочками по обеим сторонам.